# Tuppfäktning

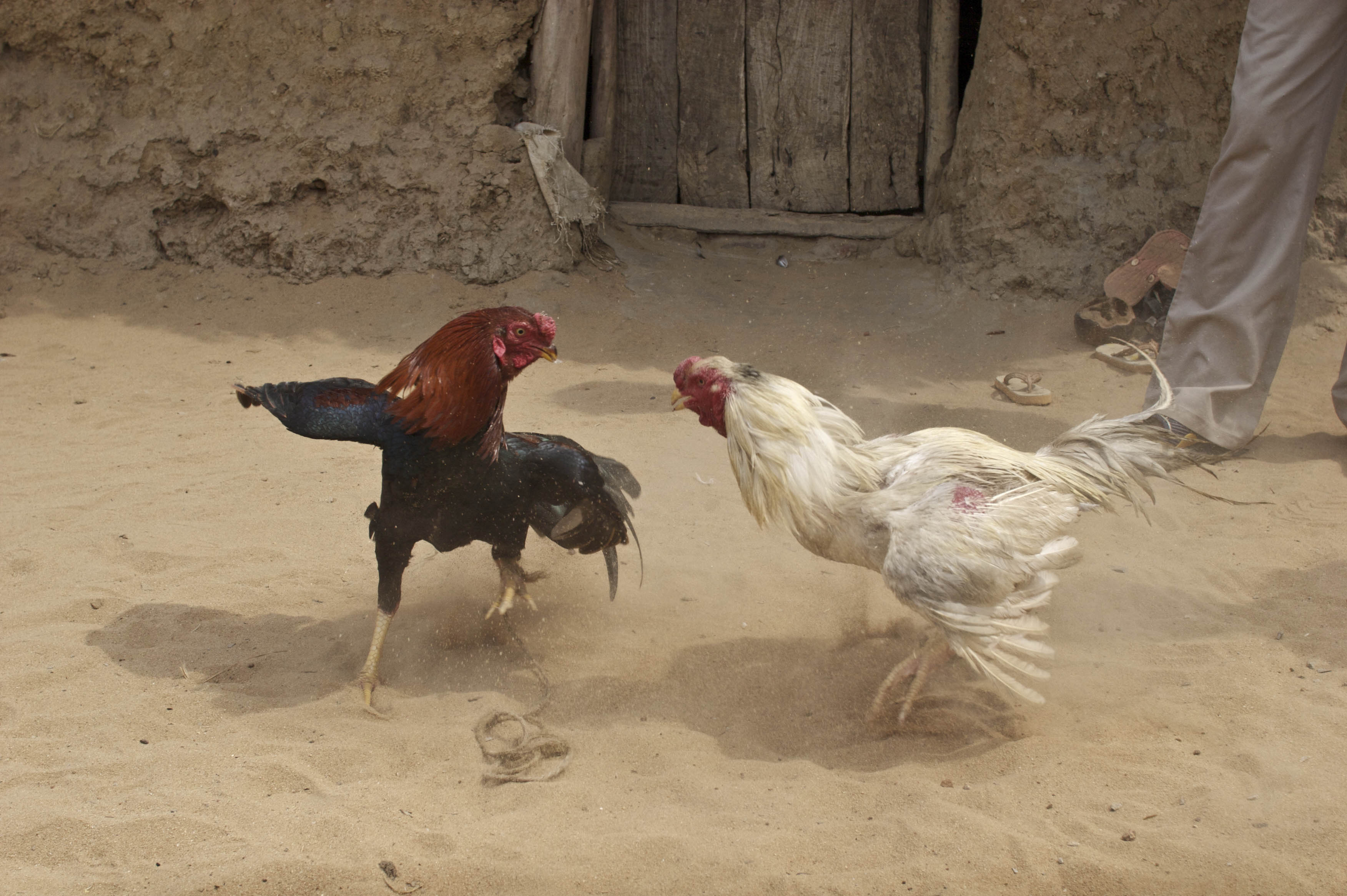
Tuppfäktning i Indien.

Tuppfäktning är en kamp mellan två tuppar, arrangerad av människor för underhållning och vadslagning. Denna form av djurhetsning har lång tradition och arrangeras ofta i samband med festivaler, högtider och liknande. Tuppfäktning beskrevs först i Kina och förekom i antikens Grekland. Kanske kom den dit från Indien.
Många länder klassificerar idag tuppfäktning som djurplågeri, och den är också explicit förbjuden i många länder. I andra delar av världen är den populär och tillåten, inklusive i delar av Latinamerika och i Sydostasien, där traditionen även har en ekonomisk betydelse. Tuppfäktning var tidigt en orsak till att höns domesticerades och spreds över världen.
Huruvida tuppfäktning ska definieras som sport är omdiskuterat. Många utövare anser att det är det, andra att det är ett viktigt kulturellt uttryck eller till och med en konstform eller en helig handling. Dess motståndare ser det istället som ett grymt skådespel och djurplågeri.

## Historik
Med säkerhet förekom det domesticerade djungelhöns i Asien för 8000 år sedan, och DNA-studier indikerar att domesticeringen påbörjades ännu tidigare, möjligen i Thailand eller Vietnam, eller parallellt på flera olika platser. De äldsta fynden av tamhöns härstammar från 6000 f.Kr från provinsen Hebei i Kina och har återfunnits i resterna av en neolitisk by i staden Wu'an. Man har även funnit rester av tamhöns i Indien som härrör från 4000 f.Kr. Höns hölls inte bara som föda utan var även viktig i magiska riter och för skådespel i form av tuppfäktning. När tamhönsen bredde ut sig över jorden, bland annat med migrerande asiatiska folkstammar, följde dessa föreställningar och traditioner med.
Äldsta belägget för tuppfäktning är från Induskulturen (2500–2100 f.Kr.) genom lerfigurer som avbildar stridande tuppar, medan äldsta skriftliga belägget är från 517 f.Kr. i Kina, där tuppfäktning var en kunglig sport, med specificerade och noggranna regler.
Omkring 1500 f.Kr. hade kulturen med hållning av höns nått Egypten, varifrån den, möjligen via Persien spreds till det Antika Grekland under Themistokles (525 f.Kr.–460 f.Kr.), där den är dokumenterad av Homeros, och där många antika vaser avbildar stridande tuppar, vilka också utgjorde motiv på krigares stridssköldar. I Europa förekom därefter en tuppfäktningskultur under nära 2 000 år.[källa behövs]

### Antikens Grekland, medeltiden och renässansen

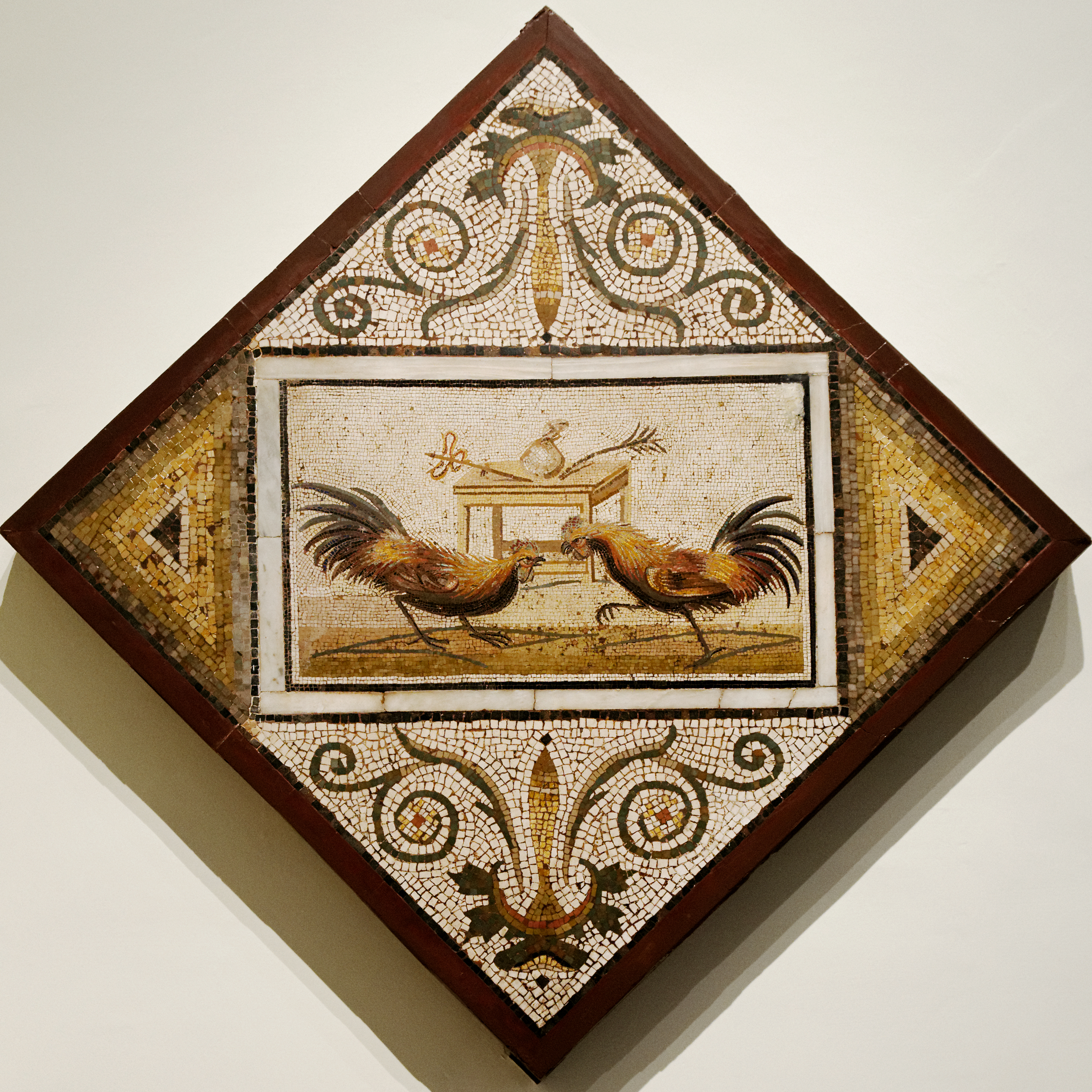
Romersk mosaik från Pompeji, som avbildar två tuppar som strider framför ett bord med kaducé och palmblad (som symboliserar seger). (Museo Archeologico Nazionale di Napoli).

Tuppfäktning kom till Grekland på 400-talet f.Kr. och i det forntida Aten och andra grekiska städer anordnades offentliga tuppfäktningar. I Grekland kallades stridstupparna för αλέκτωρ (aléktōr) från   ἀλέξω, som ungefär betyder "att avvärja". I Rom betraktades först tuppfäktning med skepsis men efter hand accepterades den med entusiasm. Trots att det bekämpades av det kristna prästerskapet spreds det från Rom norrut till England och övriga Europa. Via Spanien, där man idkat tuppfäktning sedan romersk tid, och Storbritannien spreds bruket till deras kolonier runt om i världen.
I Storbritannien blev företeelsen allt mer populär. Henry VIII (1491–1547) lät anlägga en privat tuppfäktningsarena i Whitehall i London. Även Jakob I (1566–1625) var en entusiast. En av de mest hängivna var dock Edward Smith-Stanley, den tolfte earlen av Derby (1752–1834), som födde upp 3000 stridstuppar per år.

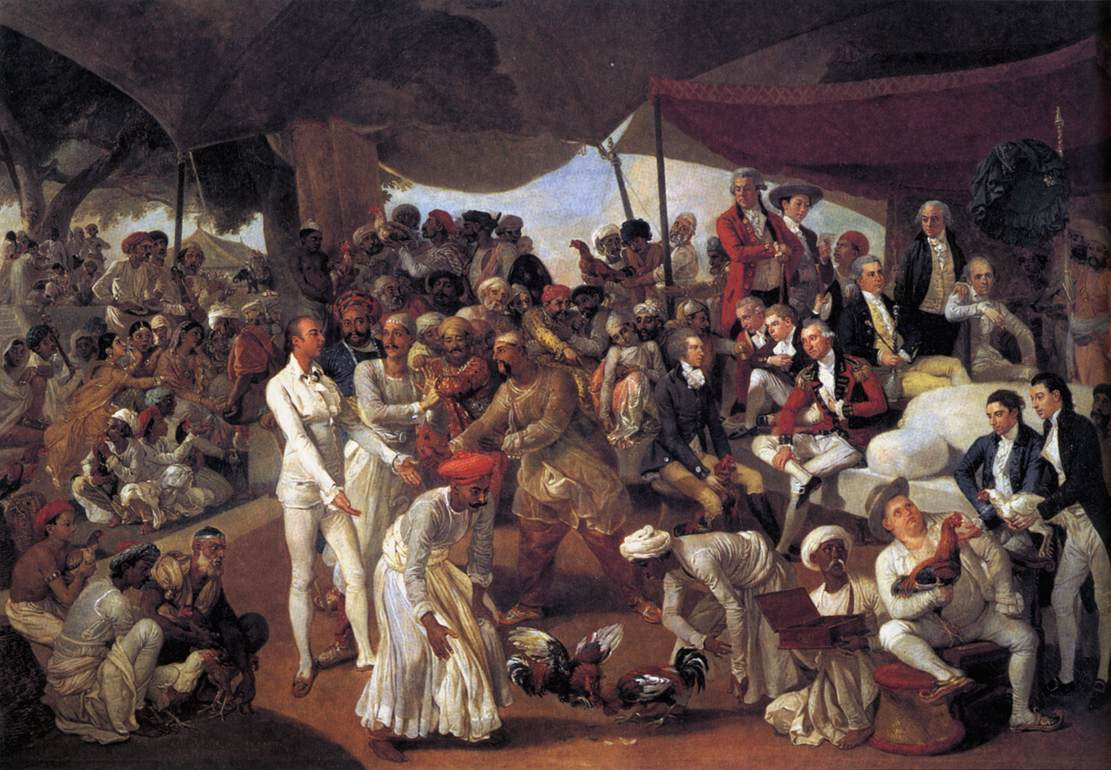
Brittiska kolonialherrar i Indien under en tuppfäktning, avbildade på en 1700-talsmålning av Johann Zoffany.

Vid utgrävningar i Lund har ben från tupp påträffats där den naturliga sporren tagits bort, i möjligt syfte att ersätta med längre och vassare metallsporrar, vilket ansetts visa att tuppfäktning förekom där under medeltiden.
År 1700 sålde den spanska regeringen rätten att bedriva tuppfäktning på Filippinerna, till högstbjudande, medan spanjorerna spred kulturen till Mexiko, Colombia och Venezuela, där tuppfäktning utvecklades till kulturtraditioner.

### USA
Tuppfäktningen etablerades först i amerikanska Södern via spanskt inflytande och i norr via engelskt inflytande, och med diversifierade regler. Under 1800-talets migration västerut var sporten populär och de båda tuppfäktningskulturerna möttes och blandades upp. Ofta hävdas att USA:s grundlagsfäder som George Washington, Thomas Jefferson, Samuel Adams och Benjamin Franklin var särskilt intresserade och engagerade i tuppfäktning, men dokumentation visar snarare på motsatsen eller att de var mycket mer engagerade i andra fritidssysselsättningar. Det finns också berättelser om att Abraham Lincoln fick sitt smek- och kampanjnamn "Honest Abe" ungefär "Ärliga Abe", för att han dömde tuppfäktningar rättvist. Berättelsen har sitt ursprung i en historia där han valdes att döma en tuppfäktning för sin ärlighet och rättrrådighets skull.

### Idag
Tuppfäktning är mycket populärt i Mexiko, Puerto Rico och Filippinerna. På Filippinerna utgör kulturen en viktig del i landets ekonomi, där mer än två miljoner personer får sin inkomst från tuppfäktningen. Vinstsumman för en internationell tävling i Manila på 2010-talet kan uppgå till över 10 miljoner pesos, vilket ungefär är 1,6 miljoner svenska kronor.
Tuppfäktning är också fortfarande populärt i Indien, Pakistan, Sydostasien och delar av Latinamerika. Tupparna som används är ofta speciellt avlade och tränade för tuppfäktning.
I USA var Louisiana och New Mexico de sista som tillät tuppfäktning men detta förbjöds i de båda delstaterna år 2008. Det förekommer dock illegalt i USA, främst inom spansktalande grupper. Tuppfäktning är även tillåtet i Bali, Colombia, Kuba, Dominikanska republiken, Haiti, Nicaragua, Panama, Peru, Thailand och Venezuela. I Kambodja och Honduras är tuppfäktning fortfarande vanligt trots att det är illegalt.
I Europa är tuppfäktning tillåten i de spanska regionerna Andalusien och Kanarieöarna samt i Frankrike.
Det förekommer att man monterar sporrar av metall på tupparnas naturliga sporrar före kampen. Längden på den moderna sporren är fyra centimeter eller kortare Rakbladsvassa sporrar förekommer, vilket förkortar striderna, då det kan räcka med ett hugg för att döda den andra tuppen. Numera används även tidsbegränsning för varje kamp, eller så kan det vara tillåtet för ägaren att dra tillbaka sin tupp om kampen anses förlorad.

## Förbud

Förbud mot tuppfäktning i världens länder:
Landsomfattande förbud.
Landsomfattande förbud med specifika undantag.
Förbud i delar av landet.
Inget förbud.
Uppgift om förbudsstatus saknas.Källor.

Krav på förbud och reglering faller normalt under djurskyddslagar, men påverkas även av regleringar av vadhållning.

### Frankrike
I Frankrike finns ett undantag för tuppfäktning i djurskyddslagen. Undantaget är satt av kulturhistoriska skäl, och den får bara förekomma på gamla arenor och de får inte renoveras. Det är under omprövning, sedan två män som byggt en arena på ön Réunion utmanat lagen 2015 och menar att den är diskriminerande eftersom tjurfäktning, som omfattas av samma undantag, har rätt att bygga arenor.

### Mexiko
Mexiko har en stark tradition med tuppfäktning. I flera delstater, som Puebla, Tlaxcala och México, har det blivit undantaget från djurskyddslagar med hänvisning till kulturhistoriska skäl. Samtidigt har det förbjudits i Veracruz och Quintana Roo.

### Puerto Rico
När Puerto Rico blev ett amerikanskt territorium 1917 förbjöds tuppfäktning, men tilläts igen 1933 och reglerades. I samband med att USA förbjöd tuppfäkting i alla delstater 2008 fanns en lucka som gjorde att de inte kunde förbjuda det i territorierna. År 2018 stängdes luckan och USA krävde förbud med ett års införandetid. Puerto Rico har förhalat förbudet och menar att de följer federala lagar eftersom de inte importerar eller exporterar stridstuppar och med hänvisning till det kulturhistoriska arvet.

### Storbritannien
I Storbritannien hade tuppfäktningen framåt slutet av 1700-talet även blivit en populär företeelse bland vanligt folk och många satsade och förlorade stora summor. Tuppfäktning förbjöds med djurskyddslagen The Prevention of Cruelty to Animals Act in 1849, där syftet även vara att minska vadslagning och fylleri som associerades med arrangemangen. De fortsatte ändå som illegal verksamhet och 1952 kom tillägg där även innehav av utrustning som var ämnad för tuppfäktning förbjöds.

### USA
1879 förbjöds organiserad tuppfäktning men under depressionsåren (1930-talet) beräknas sporten ha inbringat 5 000 000 dollar i intäkter per år, en siffra som sedan dess växt.[källa behövs] I USA förbjöd Louisiana och New Mexiko som sista delstat organiserad tuppfäktning år 2008.

## Bruk av sporrar och kroppslig manipulation

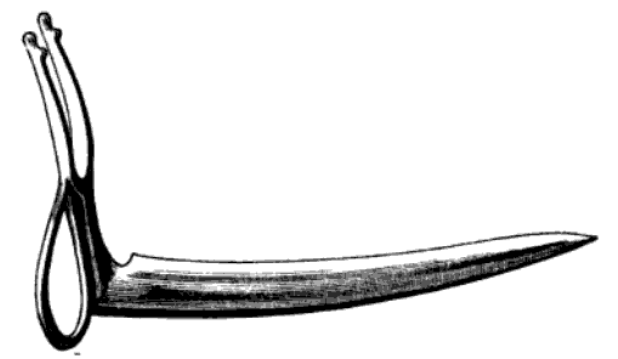
Sporre använd vid tuppfäktning från cirka 1879, Filippinerna.

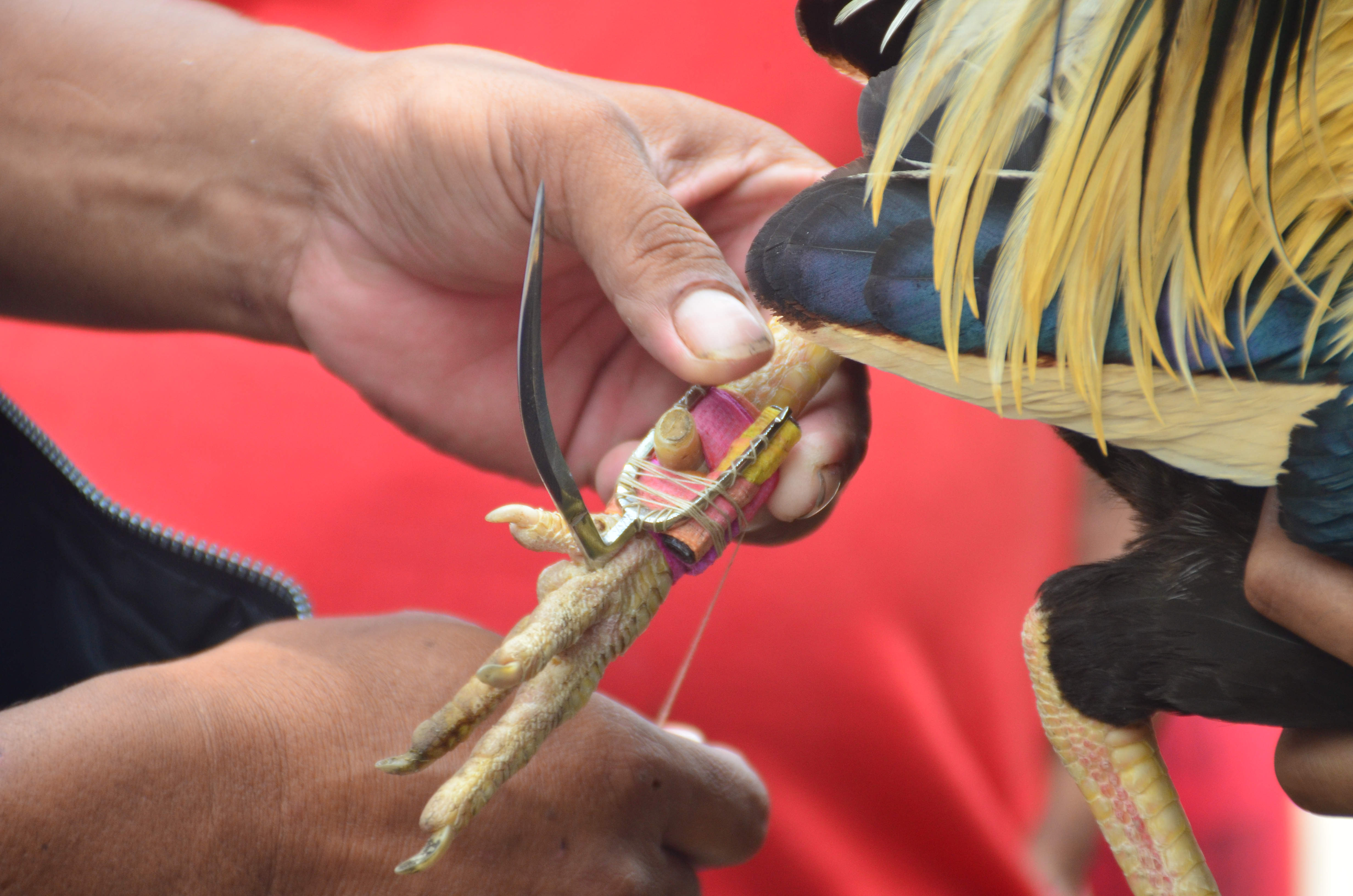
Sporre i metall på tupp, Indonesien.

Stridstupparna bör vara 1–2 år gamla och utgörs av särskilda framavlade raser. De föds med en avpassad diet och tränas. I Nordisk familjeboks sportlexikon sägs att i England under 1500- och 1600-talen tunnades kämparnas fjäderdräkt ur, stjärten förkortades, kammen skars bort till roten och tupparna försågs med järnsporrar. Än idag är det tradition att skära bort kammen och hakklappen vilket ibland kallas att tuppen "dubbas".

## Termer
Inom tuppfäktning existerar ett flertal termer, vilka senare har spridit sig till andra sporter och sammanhang. Tupparna kallas för "stridstupp" på svenska. Exempelvis förekommer begrepp som main event och battle royal i kampsporter som boxning.[källa behövs] Den cirkulära arenan eller planen där tuppfäktningen sker kallas på engelska för cockpit, vilket kan översättas till "tuppgrop". Tuppens aggressivitet har gett engelska uttryck som cocky, det vill säga "kaxig", och på svenska förekommer både att "tuppa sig" och "stridstupp", där det föregående sägs om någon som är kaxig och det senare om en aggressiv eller krigisk person.

## Antropologisk forskning
Antroplogerna Clifford Geertz och Margaret Mead har genomfört antropologiska studier kring tuppfäktning hos folk i Sydoastasien och den australiska övärlden. Hos stammar på Bali är tuppfäktning inte bara en sport, utan är även en helig handling, och anses även vara ett sätt att dämpa konflikter och utdriva demoner.[källa behövs] Även på Filippinerna finns det föreställningar om att tuppfäktning har rituella egenskaper.

## Andra fågelarter
I Kina utvecklades parallellt med tuppfäktning även hetsning av vaktlar, vilket också spred sig till antika Grekland och förekom under en period från Europa till Japan. Även saffransgulfink och kanariefågel sägs ha använts i fågelkamper.